# Xianxia
Xianxia (chinês tradicional: 仙侠, chinês simplificado: 仙侠, pinyin: Xiān xiá) é um gênero de fantasia chinesa influenciado pela mitologia chinesa, taoísmo, budismo, artes marciais chinesas, medicina tradicional chinesa, religião popular chinesa e outros elementos chineses tradicionais.

## História
Os romances de gênero Xianxia foram popularizados durante o período da República da China. Contudo, foi o romance de 1932 A Lenda dos Heróis da Espada da Montanha Zu que despertou a popularidade moderna do gênero.  No século XXI este estilo ganhou nova vida com o advento da publicação online, com sites como Qidian, Zongheng e 17k fornecendo uma plataforma para os autores alcançarem um amplo público com conteúdo serializado. No início dos anos 2000, o gênero foi popularizado fora da China, em grande parte, através de traduções feitas por fãs. Mais tarde, traduções com licenças oficiais começaram a ser publicadas por sites como Wuxiaworld e Webnovel. O Xianxia também é um gênero comum em programas de televisão, filmes, manhua e jogos chineses.

## Características
Os protagonistas geralmente estão em busca de cultivo da alma (修 者 xiūzhě, 修士 xiūshì ou 修仙 者 xiūxiānzhě) buscando se tornar Xian (seres iluminados, muitas vezes traduzido por "imortais"), alcançando a vida eterna, poderes sobrenaturais e níveis incríveis de força. O cultivo fictício praticado na xianxia é tem uma base muito forte na prática da meditação Qigong da vida real.
As histórias geralmente incluem elementos como deuses, imortais, demônios, diabos, fantasmas, monstros, tesouros mágicos, itens imortais, pílulas medicinais e assim por diante. As narrativas, normalmente, ocorrem em um mundo fantástico que tem por valor este a busca pela pureza da alma, onde àqueles que buscam o cultivo de sua alma acabam por se envolver em lutas mortais para adquirir os recursos de que necessitam para se fortalecer. Muitas dessas narrativas se enquadram em muito na jornada do herói, trazida ao ocidente pelo autor americano, Joseph Campbell.
Muitas vezes, os cenários iniciais das narrativas Xianxia se assemelham a China Antiga. Porém, as histórias geralmente misturam elementos sobrenaturais, passando-se em reinos, galáxias ou universos diferentes. Embora o foco principal seja a ação e a aventura, também há histórias cheias de romance.

## Filmes e televisão
Talvez um dos primeiros filmes de sucesso em estilo Xianxia tenha sido o filme de Hong Kong, de 1983, Zu Warriors from the Magic Mountain, que foi seguido pelo filme de 2001 The Legend of Zu. Outras adaptações cinematográficas de romances foram bem recebidas, como o filme de xianxia romântica de 2017, Era uma vez, e a Dinastia de Jade, de 2019.
De modo geral, os programas de televisão são mais numerosos do que os filmes quando se trata de adaptações de xianxia.
Algumas das séries de maior sucesso na televisão chinesa nos últimos tempos são do gênero de drama chinês xianxia, como Ashes of Love, Eternal Love e The Untamed. É importante notar que todos os três dramas foram adaptados de romances populares publicados pela Jinjiang Literature City. O já existente fandom de xianxia e outros romances de fantasia fez com que a grande parte dos novos títulos produzidos para a televisão e cinema fossem adaptações deste gênero.

## Etimologia
Os caracteres que formam xianxia são xian (仙) e xia (侠). Xian significa literalmente imortal, não no sentido de imortalidade, mas no sentido de ser transcendente da mitologia chinesa. Xia geralmente é traduzido como herói, mas indica especificamente uma pessoa que é corajosa, cavalheiresca e justa.

## Confusão com outros gêneros
Durante a explosão inicial de popularidade dos dramas e romances de fantasia chineses com o público de língua inglesa, um dos sites de tradução mais populares foi o Wuxiaworld. Em razão do uso do termo "wuxia" presente no nome do site, muitos leitores começaram a usar esse termo para descrever todos os gêneros de romances de fantasia da China. Na realidade, embora o xianxia compartilhe muitas características do wuxia, eles são, na verdade, gêneros diferentes. Com o passar do tempo, à medida que mais leitores entendiam a diferença entre wuxia e xianxia, passou-se a usar Xianxia para se referir a todos os tipos de romances de cultivo chineses, quando na verdade existem alguns gêneros únicos que não são xianxia, como xuanhuan, qihuan, etc.